# 坂田隆一郎
坂田 隆一郎（さかた りゅういちろう、1994年〈平成6年〉5月15日  - ）は、日本の歌手、俳優、タレントであり、男女混合歌唱グループ・Love Harmony's, Inc.のメンバー。
福岡県出身。 ソニー・ミュージックエンタテインメント所属。

## 来歴
大学生の時、天神を歩いてた時にスカウトされ、オーディション番組に参加しオーディションに合格。オーディション番組で結成された福岡を拠点に九州地方で活動する10神ACTORのメンバーとしてデビュー。
2020年9月のライブをもって10神ACTORを脱退。
2021年4月より活動拠点を東京に移す。
同年6月9日、SHOW BY ROCK!!舞台ミュージカル版の新規シリーズにおいて、主役のヤス役に抜擢される。

## 人物
趣味はゲーム、読書。特技はギター、作詞作曲、トラックメイキング。
小さい頃から音楽が大好きで、高校生の時に軽音楽部に入りバンドを始める。自ら作詞・作曲した曲をライブやイベントで度々披露している。

## 出演

### 舞台
- 劇メシ『パセリがすねた』（2021年5月23日 - 24日、表参道bamboo ）
- Live Musical「SHOW BY ROCK!!」－DO根性北学園編－夜と黒のReflection（2021年8月19日 - 29日、天王洲 銀河劇場）  - 主演・ヤス 役[4][5]
- 『ヒプノシスマイク-Division Rap Battle-』Rule the Stage  - 夢野幻太郎 役[6][7]
  - 『ヒプノシスマイク-Division Rap Battle-』Rule the Stage -Mix Tape1-（2022年7月14日 - 7月18日、TOKYO DOME CITY HALL）
  - 『ヒプノシスマイク-Division Rap Battle-』Rule the Stage -Rep LIVE-（2022年7月23日、Zepp Sapporo / 7月29日 - 31日、Zepp Haneda / 8月2日 - 3日、Zepp Nagoya）
  - 『ヒプノシスマイク-Division Rap Battle-』Rule the Stage《Fling Posse VS MAD TRIGGER CREW》（2023年3月2日 - 3月5日、COOL JAPAN PARK OSAKA WWホール / 3月9日 - 3月19日、TOKYO DOME CITY HALL）
  - 『ヒプノシスマイク-Division Rap Battle-』-Battle of Prode 2023- （2023年9月3日、大阪城ホール / 9月7日 - 9月10日、ぴあアリーナMM）
- 山田ジャパン「にぶいちの失明」（2022年11月3日 - 13日、新宿シアタートップス ）
- Uzume 第12回公演『あの春は、いつまでも青い』-永南高校バスケットボール部-（2024年9月29日 - 10月6日、彩の国さいたま芸術劇場 小ホール）[8]
- 舞台『アオペラ』（2024年11月8日 - 17日、シアターH） - 猫屋敷由比 役[9]
- 劇団ミュOp.3 ミュージカル『初恋 Sada Yacco: Japan's first actress』（2025年3月19日 - 31日、ウッディシアター中目黒） - 福澤桃介 役[10]
- ソングサイクルミュージカル『songs for a new world』（2025年7月22日〈予定〉、浅草九劇）[11]

### テレビアニメ
- UniteUp!（2023年 - 2025年、東郷楓雅[12]） - 2シリーズ[一覧 1]

### ドラマ
- 朝食特化型WEBドラマ「僕らのあざとい朝ごはん」（2022年9月3日 - 12月17日 、YouTube）
- 「僕らのあざとい朝ごはん～続いていく僕らの日々」[13]（2023年3月29日  、テレビ東京）
- 東京彼女 1月号（2024年1月8日 - 、YouTube） - バーの店長 役[14]

## ディスコグラフィー

### 配信限定シングル
| 発売日        | タイトル                | 収録アルバム | レーベル                 |
| ------------- | ----------------------- | ------------ | ------------------------ |
| 2022年6月10日 | マワルヨル(feat.めがね) | 未収録       | Sony Music Entertainment |
| 2023年1月18日 | あまいの                | 未収録       | Sony Music Entertainment |
| 2023年3月1日  | sour                    | 未収録       | Sony Music Entertainment |
| 2023年4月12日 | Thank you so far        | 未収録       | Sony Music Entertainment |
| 2023年12月6日 | 幸せ逃亡者              | 未収録       | Sony Music Entertainment |

### シリーズ一覧
1. ↑  第1期（2023年）、第2期『-Uni:Birth-』（2025年）